# Stenatherina panatela
Stenatherina panatela – gatunek ryby z rodziny aterynowatych (Atherinidae), jedyny przedstawiciel rodzaju Stenatherina.